# Nuno Teotónio Pereira

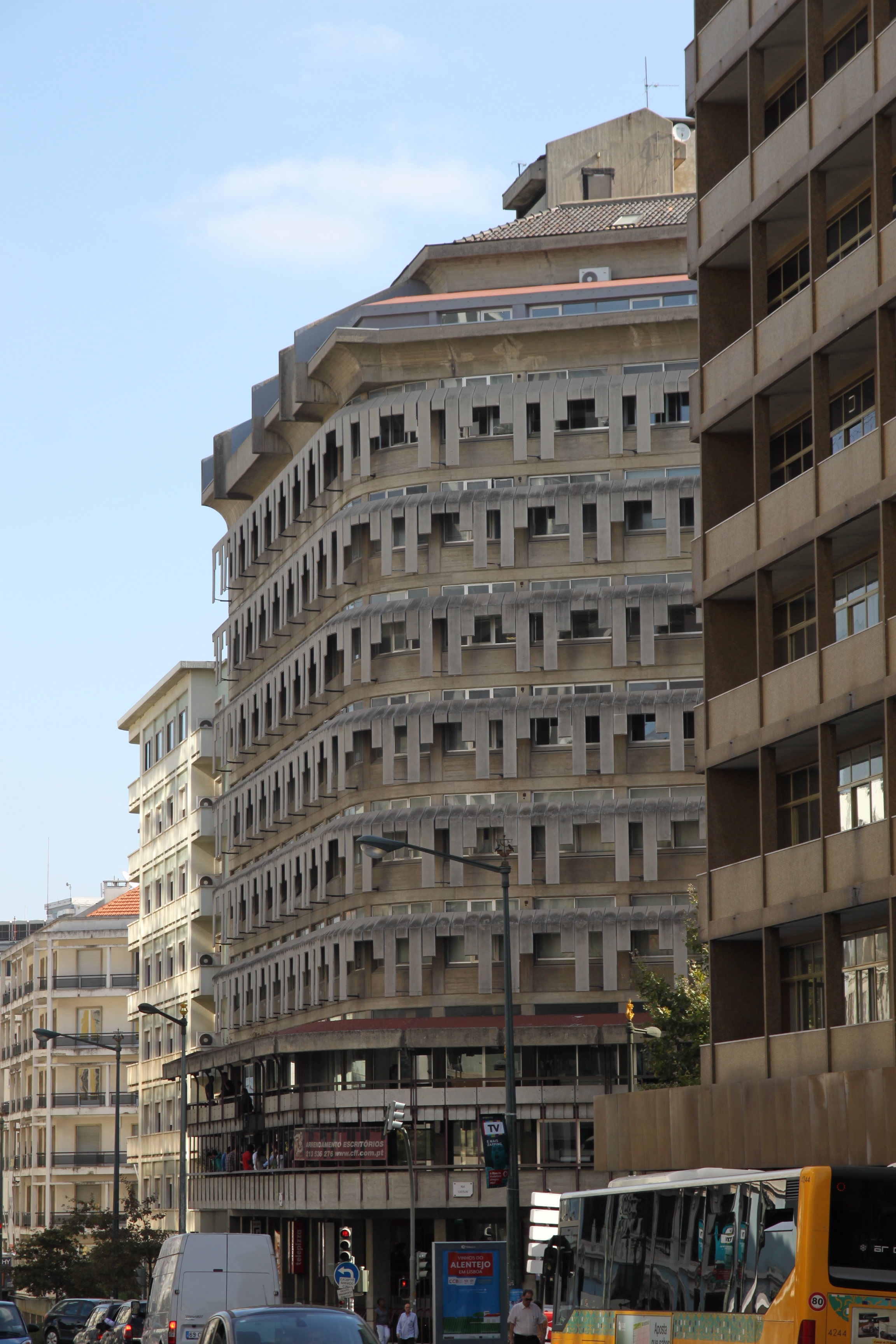
Edifício Franjinhas in der Rua Braamcamp, Lissabon

Nuno Teotónio Pereira (* 30. Januar 1922 in Lissabon; † 20. Januar 2016 ebenda) war ein portugiesischer Architekt.

## Leben
Pereira studierte an der Escola de Belas-Artes de Lisboa. Für drei seiner Bauten wurde er mit dem Prémio Valmor ausgezeichnet: 1967 für das Wohnhaus Rua General Silva Freire n.º 55 - 55 A, in Lissabon (gemeinsam mit António Pinto Freitas), 1971 für das Büro- und Geschäftsgebäude Rua Braancamp n.º 9, in Lissabon (gemeinsam mit João Braula Reis) sowie 1975 für die Igreja do Sagrado Coração de Jesus (gemeinsam mit Nuno Portas).

## Ehrungen
- 1994: Ordem dos Arquitectos
- 1995: Großkreuz des Ordem da Liberdade
- 2003: Ehrendoktor der Universität Porto (Fakultät für Architektur)
- 2004: Großkreuz des Ordens des Infanten Dom Henrique
- 2005: Ehrendoktor der Universität Lissabon (Fakultät für Architektur)